# 잡식공룡
대한민국의 음식 리뷰 유튜버. 2025년 06월 07일 은퇴 했다.

## 전라도 및 더불어민주당 비하
이재명 대통령 당선에 대한 불편함과 함께 전라도 지역을 비하하는 게시글을 올려 세간의 비판과 마주했다.
'전라도는 혹시 인터넷이 안되는 지역이냐’ ‘대놓고 민주당 지지하는 사람과 상종을 안 하는게 좋다’ ‘이재명 지지자들은 왜 지지하는거냐’ 등의 댓글을 공유하며 잡식공룡은 “중국어 배우기 싫다. BYD 주식 사기 싫다. 차이나 넘버원 외치기 싫다”고 적었다.
'일베충이냐. 전라도 왜 비하했냐’는 댓글에 잡식공룡은 “라도인이냐. 긁혔나보네”라고 댓글을 달았다.